# Edward Oliver Essig
Edward Oliver Essig  (* 29. September 1884 in Arcadia, Indiana; † 23. November 1964 in Lafayette, Kalifornien) war ein US-amerikanischer Entomologe und Wissenschaftshistoriker.

## Leben
Essig zog mit seiner Familie 1888 nach Eureka in Kalifornien. Er studierte am Pomona College, wo er sich der Entomologie und Botanik zuwandte. 1909 erhielt er seinen Bachelor-Abschluss und 1912 seinen Master-Abschluss. 1910/11 war er Beauftragter für Gartenbau für das Ventura County, und er wurde Sekretär der California State Commission of Horticulture (woraus später das Landwirtschaftsministerium entstand). 1914 wurde er Instructor für Entomologie an der University of California, Berkeley, 1916 Assistant Professor, 1921 Associate Professor und 1928 Professor. Von 1943 bis 1951 stand er der Fakultät für Entomologie und Parasitologie vor. 1954 wurde er emeritiert.
Als Entomologe war er neben seiner Beschäftigung mit landwirtschaftlichen Anwendungen der Entomologie auf Schnabelkerfe (Hemiptera) spezialisiert (speziell Blattläuse). Er schrieb Lehrbücher über Insekten und eine Geschichte der Entomologie. In Berkeley ist das Essig Museum of Entomology nach ihm benannt.
Er war mit E. Gorton Linsley Initiator des 1939 gestarteten California Insect Survey (CIS). Er führte auch die ersten Kurse für Insekten-Pathologie in den USA ein. Als Botaniker interessierte er sich für Fuchsien und er war leidenschaftlicher Gärtner. 1932 war er Präsident der American Fuchsia Society, die er mit gründete, und er war regionaler Vizepräsident der American Iris Society. Für die Kultivierung von Iris erhielt er 1936 die Dykes Medal der Royal Horticultural Society of Britain.
Er war Mitglied der American Association for the Advancement of Science und der California Academy of Sciences, Fellow der Entomological Society of America und 1938 deren Präsident, war 1931 Präsident des California Entomology Club, 1944 Präsident der American Association of Economic Entomologists und von 1933 bis 1936 sowie von 1941 bis 1952 Präsident der Pacific Coast Entomological Society. 1932 ernannte ihn das französische Landwirtschaftsministerium zum Chevalier du Merite Agricole.

## Schriften
- Injurious and Beneficial Insects of California, Sacramento, State Commission of Horticulture 1913
- Aphididae of California, new species of Aphididae and notes from various parts of the state, but chiefly from the campus of the University of California, Berkeley, California, University of California Press 1917
- Insects of Western North America: a manual and textbook for students, Macmillan 1926
- A History of Entomology, Macmillan 1931, New York: Hafner 1965
- College Entomology, Macmillan 1942
- The aphid genus Periphyllus; a systematic, biological & ecological study, University of California Press 1952
- A check-list of Fuchsias, American Fuchsia Society 1936